# Чарли Карвер
Чарлс Карвер Мартенсен (енгл. Charles Carver Martensen; Сан Франциско, 31. јул 1988) амерички је глумац. Познат је по улози Портера Скавоа у серији Очајне домаћице (2008—2012), Итана Стајнера у серији Млади вукодлак (2013—2014, 2017) и Скота Фроста у серији Остављени (2014). Има идентичног брата близанца, Макса Карвера, с којим често глуми у пројектима.

## Биографија
Рођен је 31. јула 1988. године у Сан Франциску. Његов идентични брат близанац, Макс Карвер, рођен је 7 минута после њега, односно 1. августа. Пре глумачке каријере био је познат под надимком Чарли. Године 2012. дипломирао је на Универзитету Јужне Калифорније. Године 2016. излази из ормара путем платформе Instagram.

## Филмографија

### Филм
| Улоге  |               |               |               |                           |
| Година | Српски назив  | Изворни назив | Улога         | Напомена                  |
| 2013.  |               |               | Џон Хандон    | потписан као Чарлс Карвер |
| 2014.  | Опака фаца 2  |               | Ерик          |                           |
| 2015.  | Ја сам Мајкл  |               | Тајлер        |                           |
| 2017.  | Рат професора |               | Натанијел     |                           |
| 2017.  |               |               | Снаут         |                           |
| 2018.  |               |               | Џуд           |                           |
| 2018.  |               |               | Френк Стентон | кратак филм               |
| 2019.  |               |               | дечко         | кратак филм               |
| 2019.  |               |               | дечко         |                           |
| 2020.  |               |               | каубој        |                           |
| 2022.  | Бетмен        |               | Близанац      |                           |

### Телевизија
| Улоге            |                              |               |                |              |
| Година           | Српски назив                 | Изворни назив | Улога          | Напомена     |
| 2008—2012.       | Очајне домаћице              |               | Портер Скаво   | главна улога |
| 2012.            |                              |               | Хју Томпсон    | ТВ филм      |
| 2013.            |                              |               | Дилан          | ТВ филм      |
| 2013—2014, 2017. | Млади вукодлак               |               | Итан Стајнер   | 22 епизоде   |
| 2014.            | Остављени                    |               | Скот Фрост     | главна улога |
| 2014.            | Хаваји 5-0                   |               | Травис Килоа   | 1 епизода    |
| 2015.            |                              |               | Трофи Кевин    | 1 епизода    |
| 2017.            |                              |               | Мајкл          | 8 епизода    |
| 2020.            | Рачед                        |               | Хак Финиган    | главна улога |
| 2022.            | Америчка хорор прича: Њујорк |               | Адам Карпентер | главна улога |